# フィッシャーズ (インディアナ州)
フィッシャーズ（Fishers）は、アメリカ合衆国インディアナ州中央部に位置する都市。州都インディアナポリス市域の北東に隣接、同市ダウンタウンから北東約25kmに位置し、同市の郊外都市となっている。20世紀後半から急成長を遂げており、1950年時点では219人、1970年時点では628人、1990年時点でも7,508人であった人口は、2020年国勢調査時点では98,977人を数え、インディアナポリス都市圏の郊外都市としては西隣のカーメルに次ぎ、インディアナ州全体でも第6位となっている。
フィッシャーズは1872年にサラシエル・フィッシャーによって創設され、その名が冠せられた。2015年1月1日に市制が施行され、初代市長には共和党のスコット・ファドネスが就任した。
アメリカ合衆国における大都市郊外の住宅都市の例に漏れず、フィッシャーズは治安の良さでも知られる。モーガン・クイットノーの「全米の安全な都市」ランキングでは、2011年版（2009年のFBIのデータに基づく）で初めて集計対象に加えられた後、同年版から2015年版まで5年連続、また2017年版・2018年版でも「全米一安全な都市」とされている。

## 歴史

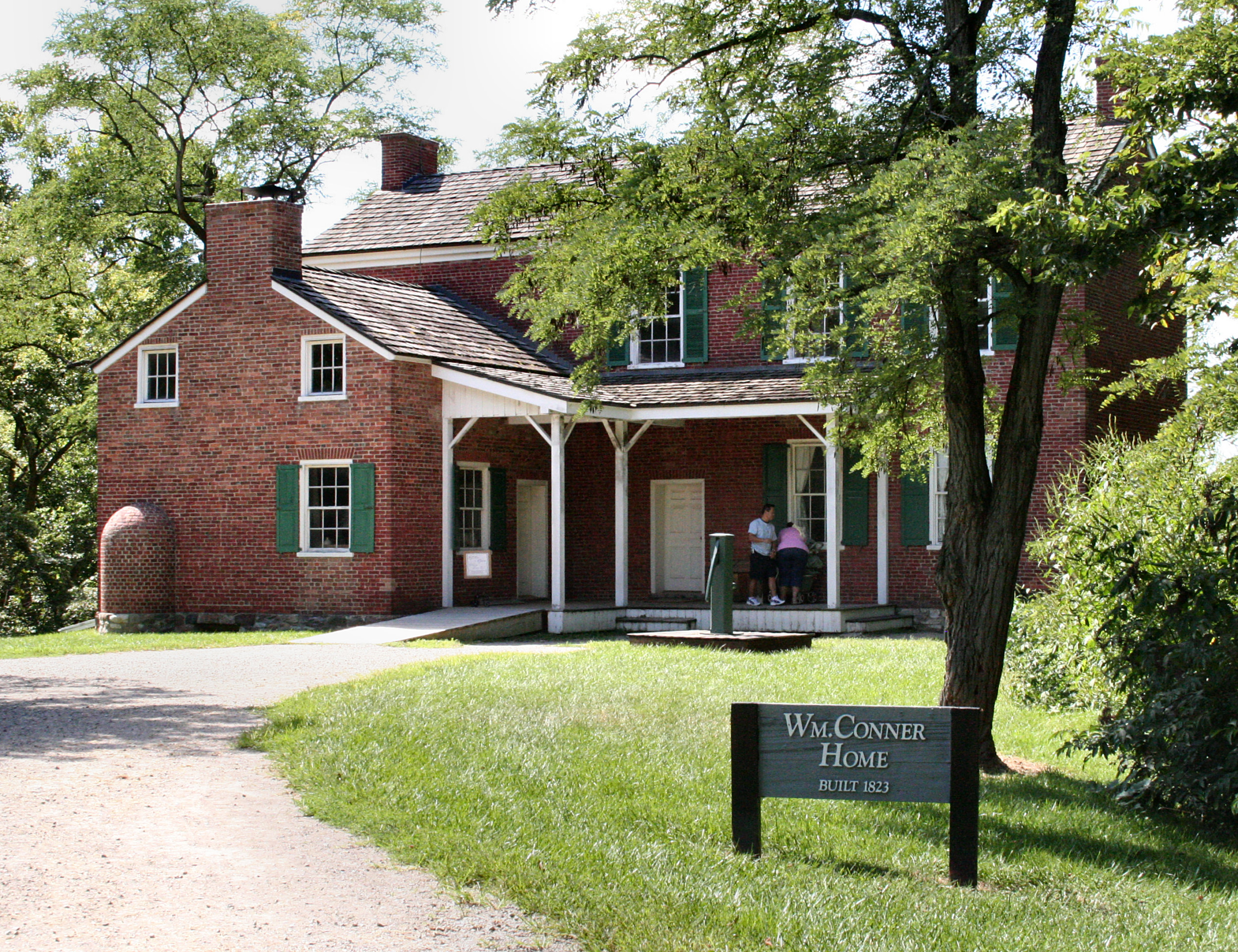
ウィリアム・コナー邸

今日のフィッシャーズ市があるこの地に初めて入植したのは、オハイオ州東部、タスカラワス郡出身の交易商、ウィリアム・コナーであった。1802年、コナーはこの地のホワイト河畔に、丸太小屋と交易所を建てた。現在のフィッシャーズ市域の北西部にあたる、コナーが入植した土地は、現在では「コナー・プレーリー」という野外歴史博物館として一般公開されている。また、コナー・プレーリーの敷地内に保存されているウィリアム・コナー邸は、1980年に国家歴史登録財に指定されている。
1816年にインディアナが州に昇格し、その翌々年、1818年にセントメアリーズ条約によってレナペ族がオハイオ・インディアナ両州を追われると、この地への入植者も増えていった。なお、ウィリアム・コナーはこの条約が結ばれた当時、レナペ族の酋長ウィリアム・アンダーソン（後にアンダーソンの市名の由来となった）の娘と結婚しており、条約締結においては、義父の通訳も務めた。1823年、インディアナ州議会はハミルトン郡を創設し、また郡南部を占めていたデラウェア郡区を、その西側からクレイ郡区（現カーメル市）、また東側からフォールクリーク郡区を分割する形で3分割した。1825年にインディアナ州の州都がコリドンからインディアナポリスに移されると、この入植地にも初めての馬力製粉所、鍛冶屋、学校、水車小屋などが相次いで建てられ、少しずつ成長し始めた。

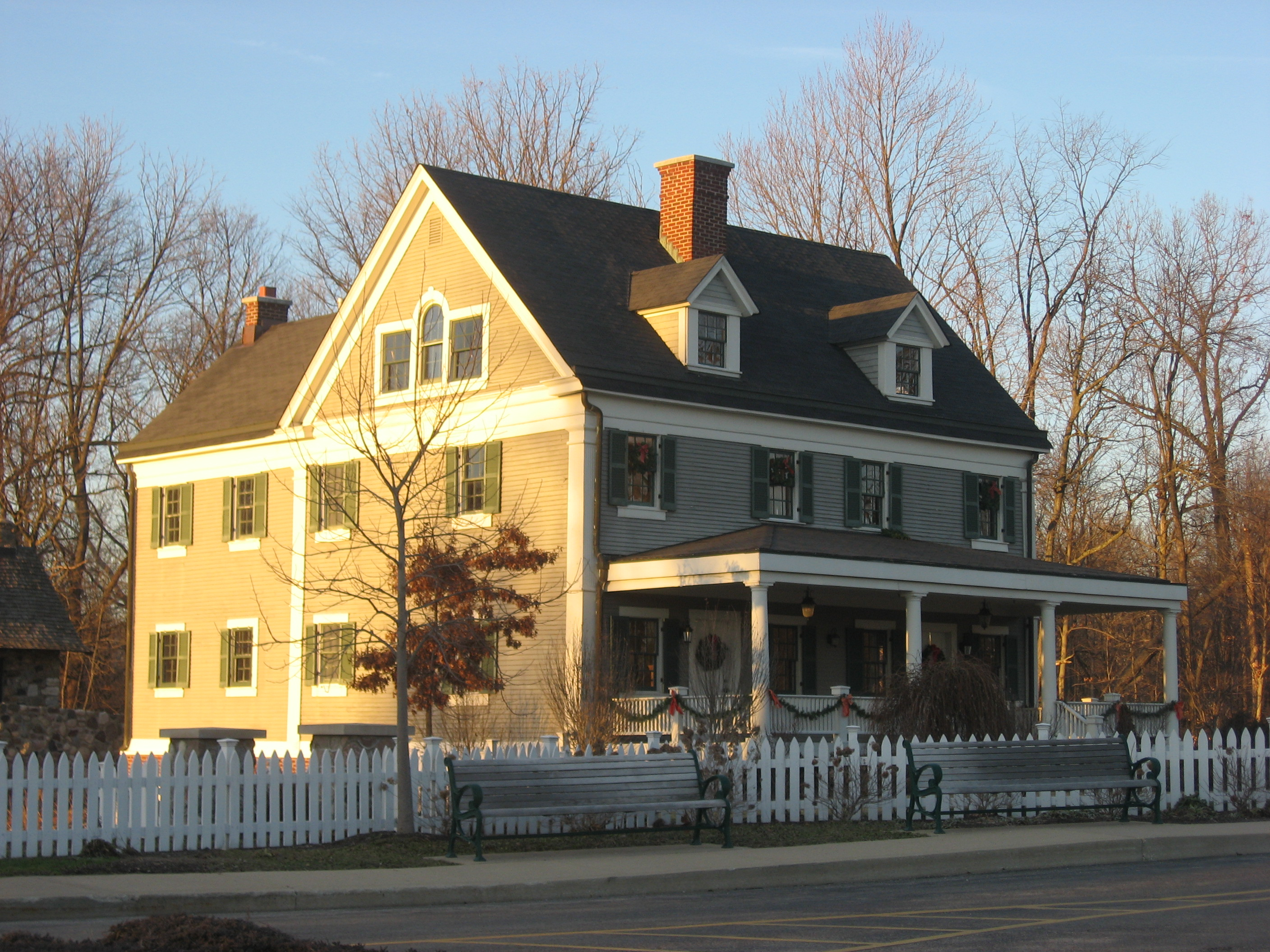
ウェスト＝ハリス邸。当初は現在の市南西端、ホワイト川の近くに建てられたが、1996年に保存のために移築された。

1826年、トーマス・ウェストとサラ・ウェストの夫妻の家として、後にアンバサダー・ハウスとも呼ばれることになる家屋が建てられた。その後1880年、インディアナポリスの弁護士で、州議会元上院議員のアディソン・C・ハリスとその妻インディアがこの家屋と、その周りの農地や果樹園を含む敷地287エーカー（1,160,000m2）を買い取り、1895-99年にかけて家屋を再設計・増築し、夏の別荘とした。アンバサダー・ハウスという別名は、ハリスがウィリアム・マッキンリー政権下の1899-1901年にかけて、在オーストリア＝ハンガリー帝国大使を務めたことに由来している。この家屋は、ウェスト＝ハリス邸として1999年に国家歴史登録財に指定されている。
1849年、ペルーとインディアナポリスを結ぶ鉄道（後にニューヨーク・シカゴ・アンド・セントルイス鉄道、通称「ニッケル・プレート鉄道」の一部）が建設されると、この地への関心が高まり、駅には観光客も訪れるようになった。1870年代に入るとこの鉄道がシカゴまで延伸され、1872年にサラシエル・フィッシャーによって、フィッシャーズ・スイッチという名で町が創設、区画された。その後1891年、フィッシャーズ・スイッチはインディアナ州議会により、正式に法人化された町となった。町名から「スイッチ」が無くなり、「フィッシャーズ」となったのは、その後1908年のことであった。
現在でこそフィッシャーズは「全米一安全」と称される治安の良好な都市であるが、1880年代のフィッシャーズ・スイッチは無法地帯であった。加えて、鉄道は各地から新しい住民や産業だけでなく、流れ者をも呼び寄せた。1881年、アリゾナ準州トゥームストーンで起こった通称「OK牧場の決闘」から1ヶ月後、現在の市中心部にあった、通りをはさんで建っていた2軒の酒場の間で、「マッドソックの戦い」（Battle of Mudsock）と呼ばれる大規模な銃撃戦が起こった。この銃撃戦では死者1人、重軽傷者30人以上を出した。2軒の酒場のうち1軒は銃撃戦の最中に全焼し、もう1軒はすぐに閉店した。この銃撃戦はニューヨーク州バッファローからテキサス州オースティンに至るまで、各地の新聞で報じられた。現在では、この「マッドソックの戦い」は、市内の2校の高校、ハミルトン南東高校とフィッシャーズ高校が毎年行っている、フットボールの定例戦のことを指す語として残っている。
1941年、ホワイト川とフォール・クリークの水だけではインディアナポリスの水需要をいずれ満たせなくなっていくと判断したインディアナポリス水道会社は、フォール・クリークを堰き止め、フォールクリーク郡区とマリオン郡北東部のローレンス郡区にまたがる、ガイスト湖という大きな人造湖を造った。ダム建設の翌々年、1943年に完成したこの人造湖の名は、1913年にインディアナポリス水道会社を買収した実業家、クラレンス・ガイストにちなんでつけられた。この人造湖が造られた地にはもともと、1834年に創設されたジャーマンタウンという集落があったが、ダム建設に伴い水没した。2018年、このガイスト湖の湖畔にガイスト・ウォーターフロント・パークという公園を造るべく、市当局が湖頭近くに架かるオリオ・ロードの橋付近の土地70エーカー（28.3ha）を購入し、2021年にその第1期工事が始まった。
20世紀も後半になると、創設時からフィッシャーズを支えてきた鉄道による貨物輸送は減ったが、その一方で、インディアナポリスの高速道路網において北東方向への放射線としての役割も果たすI-69の開通もあって、フィッシャーズはインディアナポリス郊外の住宅都市・商業都市として急速に発展した。特に、1970年代以降の成長は目覚ましく、1970年国勢調査時点でわずか628人であった人口は、1980年にはその3倍以上の2,008人、1990年にはそのさらに3.5倍以上の7,508人、そして2000年にはそのさらに5倍以上の37,835人へと激増した。21世紀に入っても、その最初の10年間で人口を倍増させ、2010年国勢調査時点では76,794人を数えた。2009年には、4年間の法廷闘争の後、ガイスト湖周辺の非法人地域を編入する合意に至り、翌2010年1月2日に同地域を編入合併、人口を約5,500人増加させた。2015年1月1日には市制を施行し、同年7月1日の推計人口は88,656人を数えた。また、同じく2015年には、カーメル商業局とフィッシャーズ商業局が統合され、ワンゾーン商業局（One Zone Chamber of Commerce）となった。

## 地理
フィッシャーズは北緯39度57分22秒 西経86度0分46秒 / 北緯39.95611度 西経86.01278度に位置している。市はインディアナ州中央部、ハミルトン郡南東部にあり、州都インディアナポリスと統合市郡を成すマリオン郡の市郡域に隣接している。インディアナポリスのダウンタウンからは北東へ約25kmである。西にはフィッシャーズと同じくインディアナポリスの大型衛星都市であるカーメルが、また北にはハミルトン郡の郡庁が置かれているノーブルズビルが、それぞれ隣接している。
アメリカ合衆国国勢調査局によると、フィッシャーズ市は総面積97.60km2（37.68mi2）である。そのうち91.81km2（35.45mi2）が陸地で5.79km2（2.24mi2）が水域である。総面積の5.93%が水域となっている。市の標高は249mである。

### 気候
フィッシャーズを含むインディアナポリス都市圏の気候は、蒸し暑い夏とやや寒さの厳しい冬に特徴付けられる内陸型である。ケッペンの気候区分では、フィッシャーズは中西部に広く分布する冷帯湿潤気候 (Dfa) に属する。気候についての詳細は、インディアナポリス#気候も参照のこと。
|               | 1月  | 2月  | 3月  | 4月  | 5月   | 6月   | 7月   | 8月  | 9月  | 10月 | 11月 | 12月 | 年      |
| ------------- | ---- | ---- | ---- | ---- | ----- | ----- | ----- | ---- | ---- | ---- | ---- | ---- | ------- |
| 平均気温（℃） | -3.1 | -1.2 | 4.3  | 10.8 | 16.2  | 21.6  | 23.6  | 22.8 | 18.6 | 11.9 | 5.9  | -1.0 | 10.9    |
| 降水量（mm）  | 61.0 | 55.9 | 81.3 | 99.1 | 127.0 | 114.3 | 116.8 | 81.3 | 83.8 | 81.3 | 91.4 | 81.3 | 1,074.5 |

### 都市概観
フィッシャーズは郊外の住宅地ということもあって、その街路は数本の大きな道路を除いて入り組んでいる。市内を東西に通る大きな通りには、マリオン郡（インディアナポリス）およびハンコック郡との郡境を通る96thストリートから、市の最北端、ノーブルズビルとの市境の一部にもなっている146thストリートまで、マリオン郡から通しの、北に行くほど大きくなる番号がついており、かつ、その番号の末尾が1ないし6であるものが多い。一方、南北に通る通りには数字はついていない。南北に通る大きな通りとしては、ホワイト川の東岸を通るアリソンビル・ロードや、ノーブルズビルの中心部へと通ずる州道37号線等が挙げられる。
フィッシャーズは郊外都市であるため、高層建築物が建ち並ぶ明確なダウンタウンは有していない。しかし、2010年代中盤以降、116thストリートに設置されたI-69の出入口の西側、市庁舎の周辺一帯を、この地区に駅を置いていたニッケル・プレート鉄道にちなんで「ニッケル・プレート地区」と名付け、インディアナポリス都市圏における「副都心」的な、小規模な中心業務地区として、その再開発が進められている。2019年には、やはり同鉄道の名を冠した「ニッケル・プレート・トレイル」という遊歩道に転用すべく、市内のニッケル・プレート鉄道の軌道が撤去され、舗装や立体交差等の工事が始まった。加えて、この出入口の東側でも、同様の商業地区の開発が進められている。

## 政治
近隣のノーブルズビルやカーメルとは異なり、フィッシャーズはその人口規模が大きくなっても、しばらくは「町」のままであった。2012年まで、フィッシャーズはタウン・マネージャー制を採り、7人の町議員から成る町議会、および町書記・出納役（いずれも全町から選出され、任期は4年）を有していた。この制度の下、町議会は町の立法機関と行政機関を兼ね、書記・出納役は町の財政に責任を負っていた。町議会は毎年、議員の中から議長および副議長を選出していた。なお、最後の町議会議長はジョン・ワインガートが務めた。また、町議会は町政府の人事、予算、および日常業務に責任を負う、タウン・マネージャーを雇っていた。
2012年11月の住民投票により市制が承認され、フィッシャーズはこの住民投票に基づいで制定された条例により、「第2級都市」となった。 2014年12月22日、フィッシャーズ史上初の市長選挙が行われ、スコット・ファドネスが初代市長に就任した。市制は翌2015年1月1日に施行された。
市制施行後のフィッシャーズ市政府は市長制を採っており、市長、市書記官、市会計官、および9人の議員から成る市議会を有している。市議会は市の立法機関であり、市長は行政の最高責任者となる。市書記官は市議会の議事録を作成・保管し、市条例のメンテナンスを行い、必要に応じ関係者への情報開示にも責任を負う。市会計官は市の財務状況の記録、市職員への給与支払い、および予算の作成に責任を負う。
市議員、市長、および市書記官はいずれも選挙で選出され、その任期は4年である。9人の市議員のうち、6人は市を6つに分けた小選挙区から1人ずつ選出され、残り3人は全市から選出される。市議会議長および副議長はそれぞれ、9人の市議員の中から選出され、その任期は1年である。市長および市書記官はいずれも全市から1名ずつ選出される。市会計官は市長の任命によって就任する。

## 交通

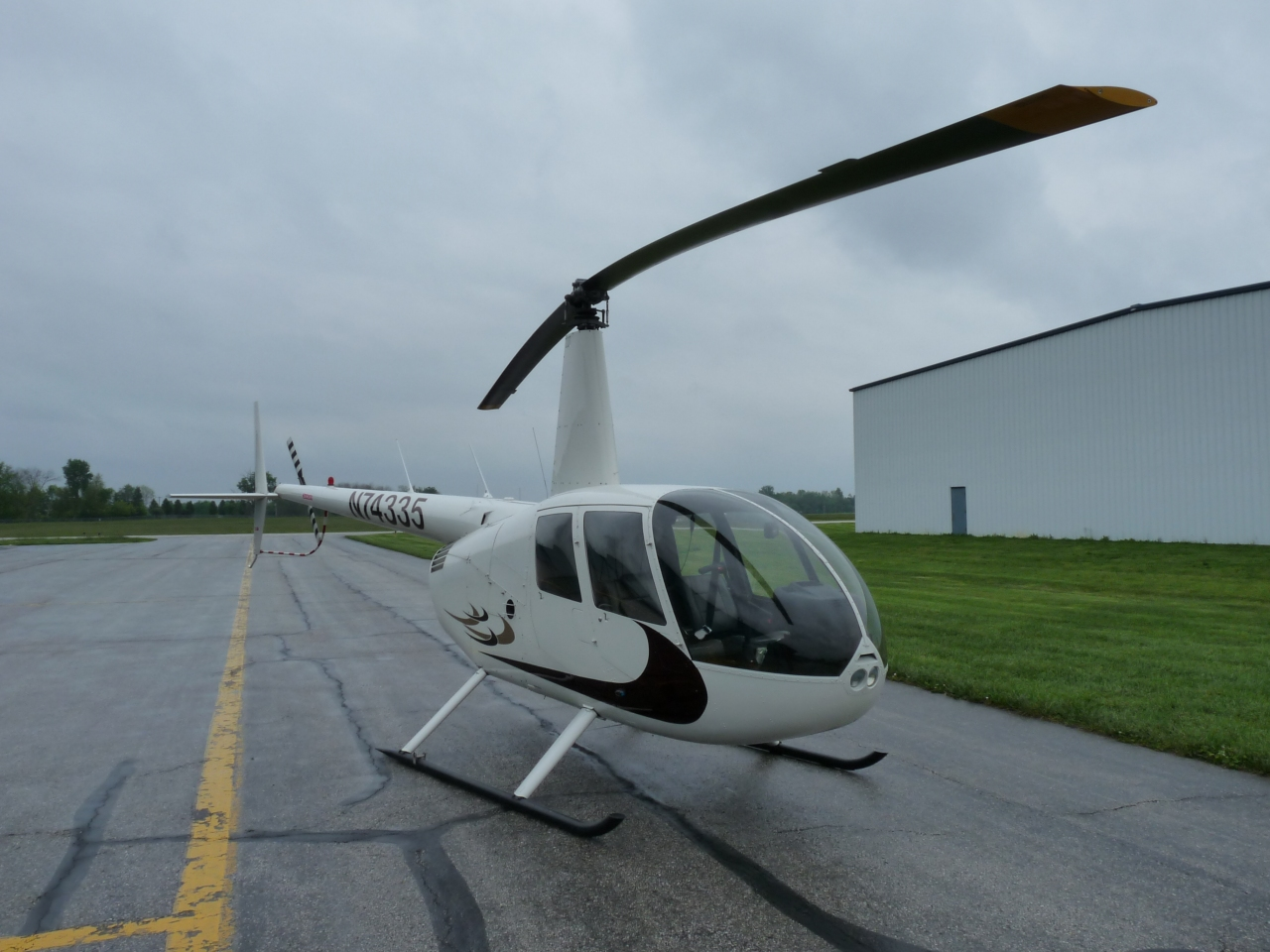
インディアナポリス・メトロポリタン空港に駐機中のロビンソン R44

フィッシャーズを含むインディアナポリス都市圏の玄関口となる商業空港は、インディアナポリスのダウンタウンの南西約14km、フィッシャーズからは南西に約40km離れたインディアナポリス国際空港（IATA: IND）である。同空港には主要航空会社が各社ハブ空港からの便を就航させている。フィッシャーズ市域南西部、リッチー・ウッズ自然保護区の南西隣に立地するインディアナポリス・メトロポリタン空港（IATA: 無し、FAA LIP: UMP）は、ゼネラル・アビエーションと呼ばれる、自家用機やチャーター機などの発着が主となる、規模の小さい空港である。

インディアナポリス（マリオン郡）の州間高速道路・国道・州道網。フィッシャーズはこの地図の範囲よりも右上、I-69上にある

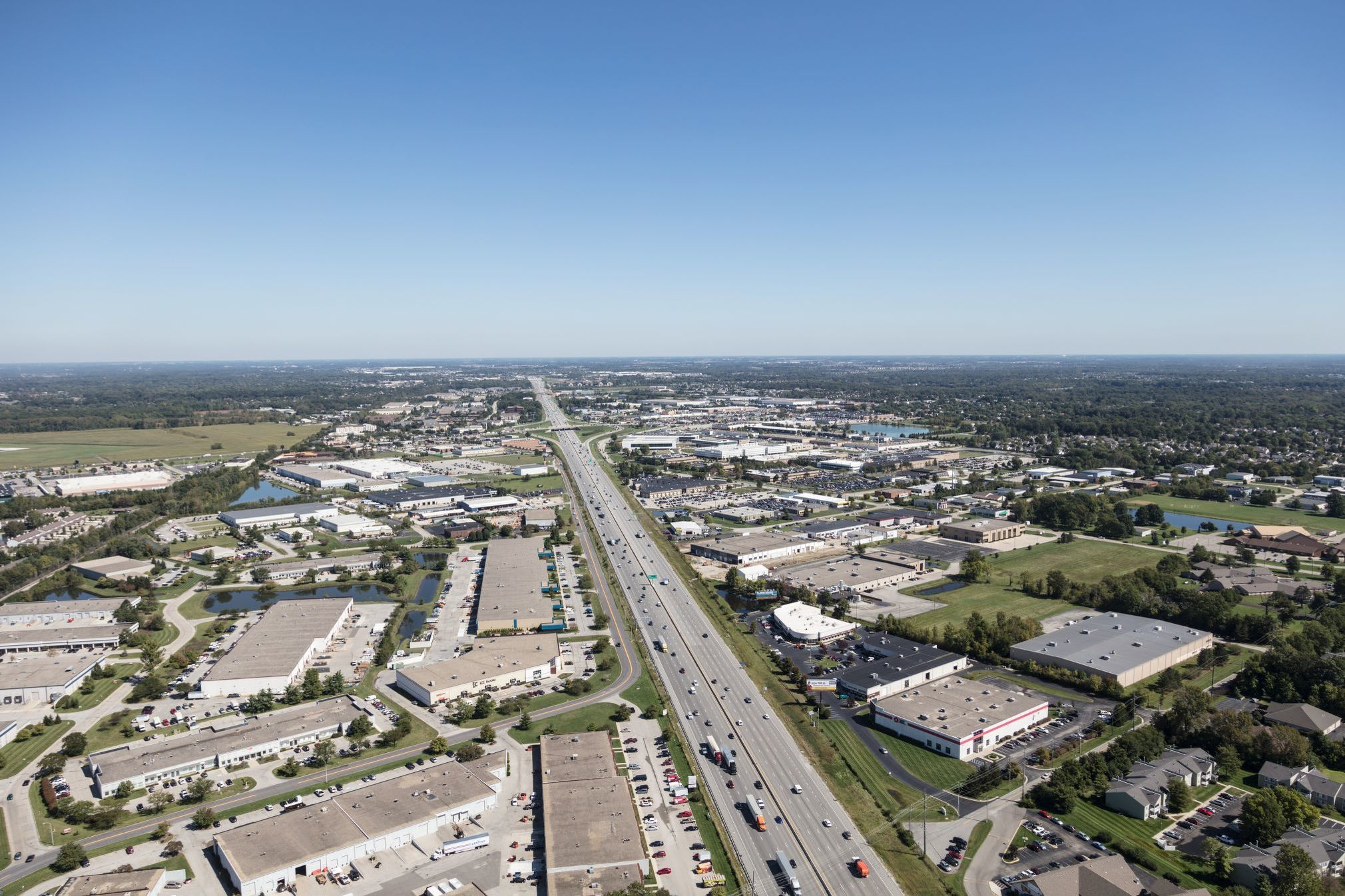
フィッシャーズ市内を通るI-69

州間高速道路I-69はフィッシャーズの市域を南西-北東方向に通っており、市内に4つ（市境線上にあるものも含む）の出入口が設けられている。I-69はインディアナポリスから北東へ、フォートウェインやミシガン州の州都ランシングを経由して、カナダとの国境のポートヒューロンへと至る高速道路である。インディアナポリスからエバンズビル方面へ、さらにオハイオ川を渡ってケンタッキー州以南へも建設が進められている。I-69の暫定的な起点/終点となっているI-465は、南北の幹線の1つであるI-65の支線で、インディアナポリスの環状道路になっており、I-65本線やI-70、I-74にもつながっている。I-65はシカゴ方面（北行）やルイビル方面（南行）へ、I-70はオハイオ州コロンバス方面（東行）やセントルイス方面（西行）へ、I-74はシンシナティ（東行）やダベンポート（西行）へとそれぞれ通じている。
フィッシャーズ市内には路線バス等の公共交通機関は2021年現在通っていないが、2016年に策定された中央インディアナ交通整備計画（Central Indiana Transit Plan）では、インディアナポリスのダウンタウンからフィッシャーズを通り、ノーブルズビルへと至る、グリーン・ラインというライトレールの敷設が盛り込まれている。

## 教育

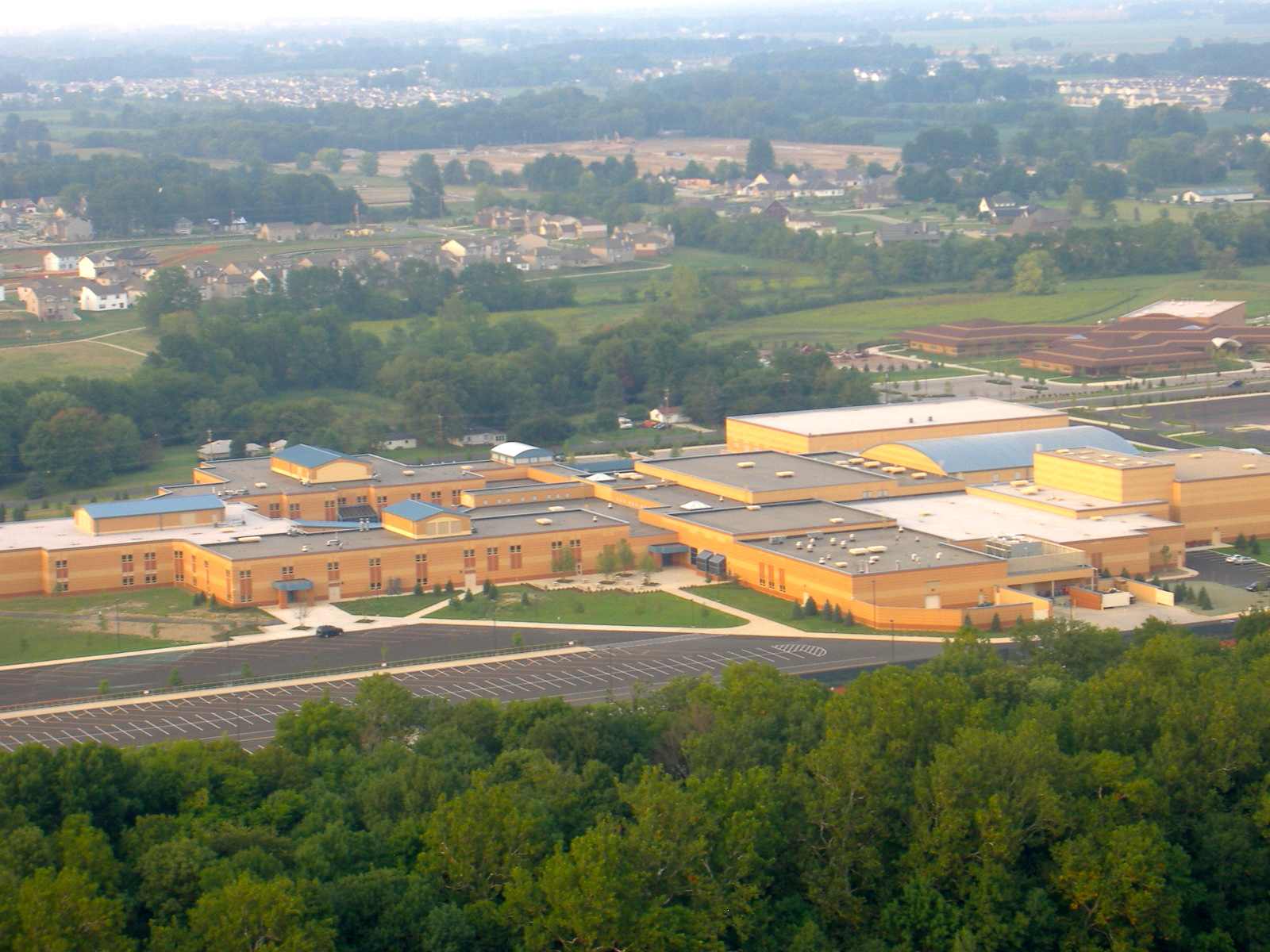
フィッシャーズ高校（2006年）

フィッシャーズにおけるK-12課程はハミルトン南東学区の管轄下にある公立学校によって支えられている。1996年時点では、この学区はまだ規模が小さく、小学校4校、中級学校1校、中学校1校、高校1校を有しているのみであった。しかし、フィッシャーズがその人口を急増させていくにつれてこの学区の規模も大きくなっていった。2021年現在、この学区は就学前教育校1校、小学校（幼稚園・1-4年生）13校、中級学校（5-6年生）4校（うち1校は8年生までの一貫）、中学校（7-8年生）3校（前述の5年生からの一貫校を除く）、高校（9-12年生）2校（ハミルトン南東高校、フィッシャーズ高校）、および小中高一貫校1校を有し、21,000人以上の児童・生徒を抱えている。
2019年、ハミルトン南東高校およびフィッシャーズ高校の3人の高校生が、グレタ・トゥーンベリに触発され、気候変動に対する地元フィッシャーズにおける施策として、それぞれ下記のような活動を行った。
- フィッシャーズ市内の小学校を訪問し、各校の児童に対し、ディスカッションを通じて気候変動のもたらす影響について教育・啓蒙。
- 自分の通学する高校（フィッシャーズ高校）における、プラスチックおよびアルミ缶のリサイクルの確立、およびその運用。それ以前は、同校はプラスチックを、他のゴミと一緒に埋立地に送っていた。
- 自分が通学する高校（ハミルトン南東高校）での環境サミットの開催、および、市の行政フェローと協働で、フィッシャーズ市当局の対気候変動施策の策定。

また、このうちの1人は、同年夏にミネアポリスで開かれた、アル・ゴア主催の「気候現実プロジェクト」（Climate Reality Project）に参加し、そこで地元インディアナ州の環境運動団体アース・チャーター・インディアナ（Earth Charter Indiana）の事務局長を務めるジム・ポイザーとの人脈を築いた。その後、同年9月、これら3人はゴーシェンで開かれた、このアース・チャーター・インディアナが主催する気候リーダーシップ・サミット（Climate Leadership Summit）に、フィッシャーズ代表として参加した。

## 文化と名所

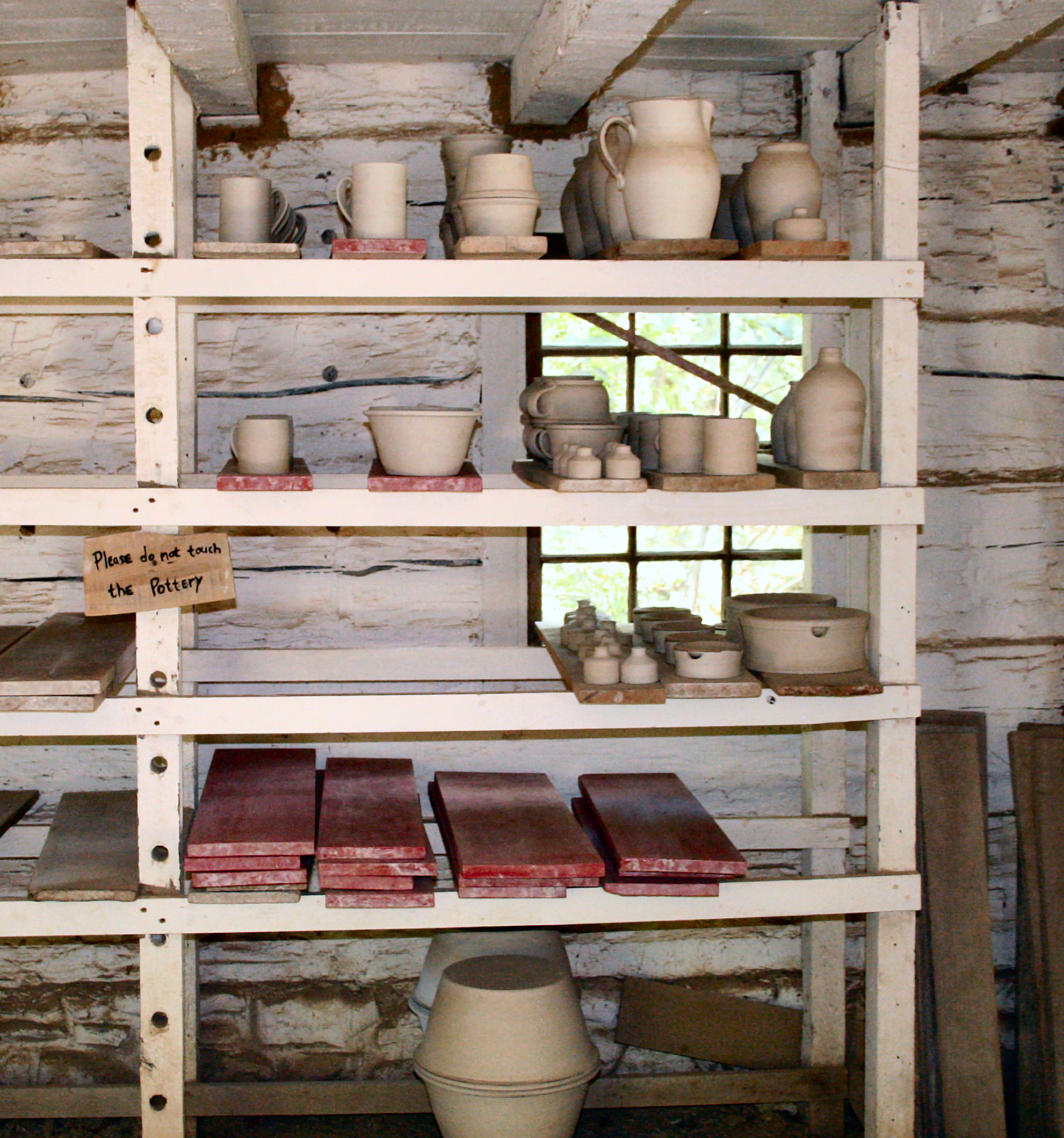
コナー・プレーリーで展示されている、伝統的な乾燥棚に置かれた焼成前の陶磁器の「生素地」

市北西部に立地する野外歴史博物館、コナー・プレーリーは、前述の通り、もともとはこの地への最初の入植者で、1818年にセントメアリーズ条約が締結された際に義父ウィリアム・アンダーソン酋長の通訳を務めた、ウィリアム・コナーの家屋と土地であった。しかし、1855年にコナーが死去した後、1871年にその子孫たちによって土地が売却され、家屋も荒廃した。その後1934年、イーライリリー・アンド・カンパニーの創業者イーライ・リリーの孫で、同社の社長であったイーライ・リリー・ジュニアがこの土地と家屋を買い取り、「生きた歴史」を伝える博物館として一般に公開し始めたのが、このコナー・プレーリーの始まりであった。1964年、リリーはアーラム大学にこのコナー・プレーリーの管理を託し、自らはその資金と土地を寄付した。しかし1990年代後期から、管理体制上および財務上の問題が出始め、2005年に300万ドルの累積赤字を出し、コナー・プレーリーはアーラム大学から独立した。
| コナー・プレーリーの敷地内に再現されたレナペ族のウィグワム（左）と丸太小屋（右） |  | コナー・プレーリーの敷地内に再現されたレナペ族のウィグワム（左）と丸太小屋（右） |
| コナー・プレーリーの敷地内に再現されたレナペ族のウィグワム（左）と丸太小屋（右） |  |                                                                                  |

コナー・プレーリーの敷地内はいくつかのエリアに分かれており、前述の通り国家歴史登録財に指定されているウィリアム・コナー邸が保存されているほか、レナペ族の村や、1836年の大草原の町、1859年の気球飛行、1863年の南北戦争時下の町などが再現されている。また、当時の農場でよく見られた家畜も飼育している。また、伝統料理、陶芸、鍛冶、皮革加工、ショトーカなどの体験講座も開いている。1998-2019年には、「北極星を目指して」（Follow the North Star）という、地下鉄道を使って逃亡する奴隷を疑似体験させることで学ばせる講座もあり、アメリカ博物館協会等から受賞もしていたが、その一方で奴隷制を美化するものだという批判も受け、2019年秋には見直しを迫られて一旦、無期限の中断に入っている。また、毎年夏季、6月下旬から9月中旬までは、インディアナポリス交響楽団がコナー・プレーリーを会場として、シンフォニー・オン・ザ・プレーリー（Symphony on the Prairie）という音楽祭を開いている。期間中は毎週末、同楽団の演奏をはじめ、ポップスやロックも含む幅広いジャンルのコンサートが行われる。コナー・プレーリーは、スミソニアン協会の提携博物館ともなっている。
市庁舎のすぐ北には2012年に建てられたニッケル・プレート地区野外劇場が立地している。毎年夏季には、この野外劇場は様々なイベントに使われる。6-8月の毎週水曜日の昼食時間帯、正午から午後1時には、この野外劇場で音楽をはじめとした、様々な舞台芸術の公演が行われる。また、やはり6-8月の毎週金曜日夜には、様々なジャンルのコンサートが行われる。5-9月の毎週土曜日午前中に開かれる農産品市でも、この野外劇場で様々な公演が行われる。毎年レイバー・デーの前々日および前日の週末には、「夏を締めくくる」イベントとして、ブルース祭がこの野外劇場で開かれる。

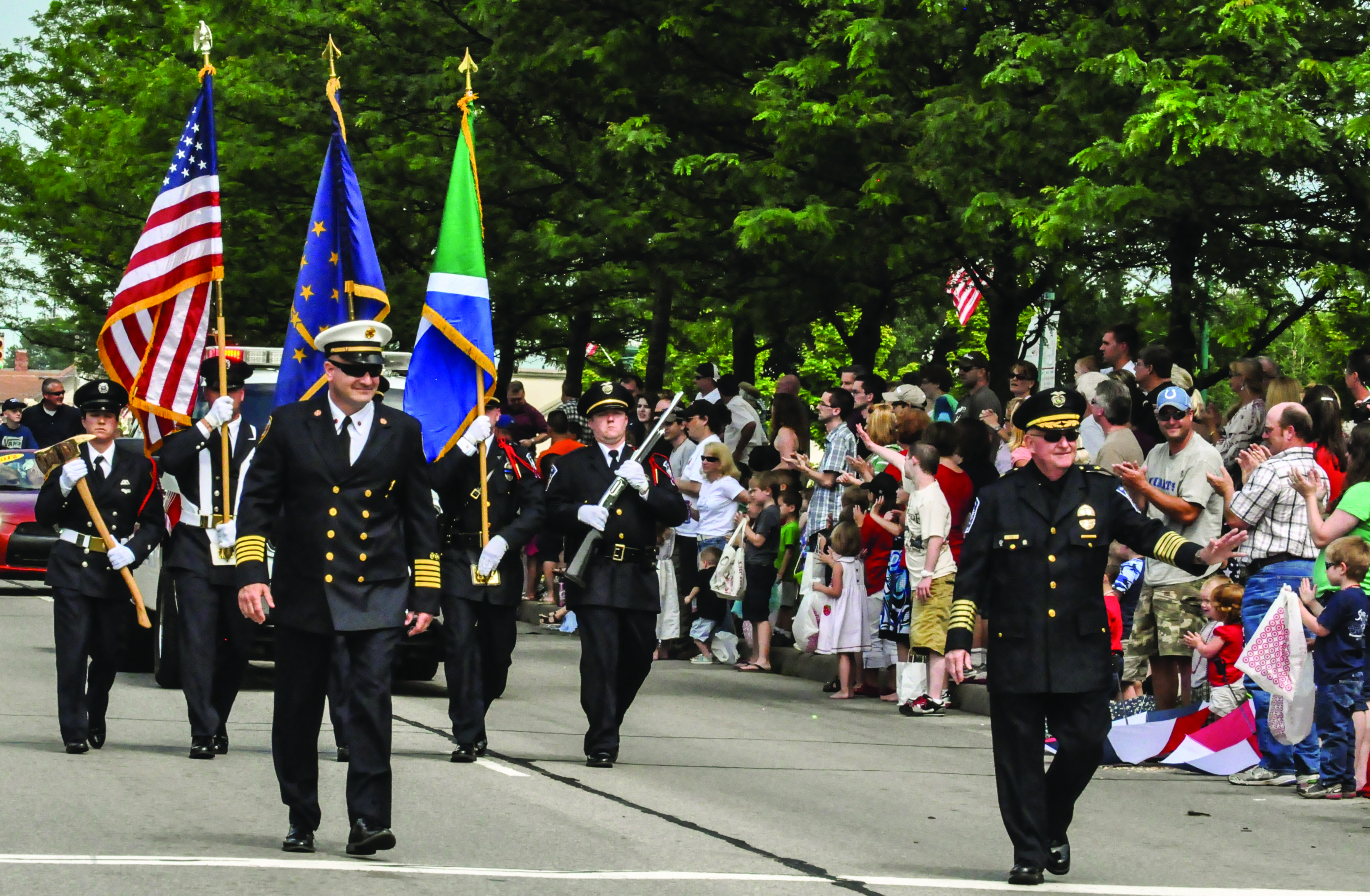
フリーダム・フェスティバル（現スパーク!フィッシャーズ）のパレード（2011年）

また、スパーク!フィッシャーズもフィッシャーズを代表する夏のイベントの1つである。毎年6月最終週にニッケル・プレート地区で行われるこのイベントでは、ニッケル・プレート地区野外劇場でのコンサートに加えて、5km競走/歩と子供用0.5km競走、自動車・芸術ショー、パレードなどが行われ、最後は花火の打ち上げで締めくくる。ストリート・フェアでは、市庁舎を取り囲むミュニシパル・ドライブ沿いに飲食物や土産物などの出店が立ち、116thストリートに観覧車も立てられる。このイベントは1989年に始まった、「フリーダム・フェスティバル」と呼ばれていた同様のものを前身とし、2018年に現在の名で再出発した。

## 人口推移
以下にフィッシャーズ市における1910年から2020年までの人口推移をグラフおよび表で示す。インディアナポリス・カーメル・アンダーソン都市圏、およびインディアナポリス・カーメル・マンシー広域都市圏全体の人口については、インディアナポリス#都市圏を参照のこと。
| 統計年 | 人口     |
| ------ | -------- |
| 1910年 | 188人    |
| 1920年 | 142人    |
| 1930年 | 138人    |
| 1940年 | 164人    |
| 1950年 | 219人    |
| 1960年 | 344人    |
| 1970年 | 628人    |
| 1980年 | 2,008人  |
| 1990年 | 7,508人  |
| 2000年 | 37,835人 |
| 2010年 | 76,794人 |
| 2020年 | 98,977人 |

## 姉妹都市
フィッシャーズはイギリス（イングランド）・エセックスにあるロンドン東郊の町、ビレリキーと姉妹都市提携を結んでいる。市内には、このビレリキーにちなんで名づけられた、ビレリキー・パークという公園がある。同園の事務所前には、イギリス式の電話ボックスが立っている。